# La Carta de Bangkok
La Carta de Bangkok para la Promoción de la salud es un documento elaborado por los participantes en la 6ª Conferencia Internacional sobre la Promoción de la Salud, celebrada en Tailandia entre el 7 y el 11 de agosto de 2005 y copatrocinada por la Organización Mundial de la Salud (OMS) y el Ministerio de Salud Pública de ese país.
En este documento adoptado al término de la conferencia, se establecen los principales retos, medidas y compromisos que se necesitan para abordar los determinantes de la salud en un mundo globalizado.
La Carta señala los problemas que debemos superar para alcanzar la salud mundial, entre ellos la creciente carga doble de enfermedades no transmisibles y crónicas, en particular las cardiopatías, los accidentes cerebrovasculares, el cáncer y la diabetes. Es necesario también el abordaje y control de los efectos de la globalización sobre la salud, como consecuencia del aumento de las desigualdades, la rápida urbanización y el deterioro del medio ambiente.
La Carta de Bangkok brinda una nueva orientación para la promoción de la salud preconizando políticas coherentes, inversiones y alianzas entre los gobiernos, las organizaciones internacionales, la sociedad civil y el sector privado a fin de asumir que la promoción de la salud se incluya en la agenda de desarrollo mundial, que sea una responsabilidad básica de todos los gobiernos, que forme parte de las buenas prácticas institucionales, y que sea un foco de iniciativas de la comunidad y de la sociedad civil.
- Datos: Q5962720